# 阿爾法小組
阿爾法小組（俄语：Группа ”Альфа”）是前蘇聯國家安全委員會（克格勃）所屬的特種部隊，於1974年7月28日在苏联克格勃主席尤裡·安德羅波夫的倡议下成立，主要負責反恐任務。阿爾法小組於苏联解体后由俄罗斯联邦、白俄羅斯及烏克蘭等繼承國接管，其中俄羅斯的阿爾法小組從1998年起隸屬於俄羅斯聯邦安全局特別用途中心A科（俄語：Управление «А» Центра специального назначения ФСБ России），並先後參與過车臣战争、1993年俄羅斯憲政危機、2002年莫斯科轴承厂文化宫大楼剧院人质事件及2004年别斯兰人质事件等。除了在國內執行反恐及執法任務外，阿爾法小組還可部署到海外執行隱蔽行動性質的任務或特種作戰。
而在1980—1990年代，為了有效應對發生在國內各個地區的潛在恐襲威脅，當時的克格勃成立了阿爾法小組的分遣隊。在蘇聯解體後由俄羅斯聯邦繼承的這些部隊被統一的稱為"區域特別行動部隊"（Региональные Отделы Специальных Операций，簡稱：РОСО），後來被改名為“區域特別用途部隊”（Региональные Отделы Специального Назначения，簡稱：РОСН），目前隸屬於聯邦安全局，並長駐在俄羅斯境內的各個大城市。已成立區域特別用途部隊的城市包括：聖彼得堡（冰雹特種部隊）、哈巴羅夫斯克、新西伯利亞、摩爾曼斯克（殺人鯨特種部隊）、加里寧格勒、新羅西斯克、車里雅賓斯克和普斯科夫等。區域特別用途部隊的任務包括：打擊恐怖主義、人質救援及支援聯邦安全局的反情報行動等。

## 歷史

### 苏联时期
阿爾法小組在蘇聯克格勃主席尤里·安德羅波夫提議下于1974年7月28日成立，1972年慕尼黑奧運會發生慕尼黑慘案，導致11名以色列運動員死亡，尤里·安德羅波夫擔心1980年的莫斯科奧運會受到恐怖份子的襲擊，故從克格勃中抽調約30位的年轻成員組成阿爾法小組。
在1979年12月27日的333风暴行动中，阿爾法小組与其它苏联特种部队強攻阿富汗人民民主党总书记哈菲佐拉·阿明的官邸——達魯拉曼宮，最終擊斃了阿明，但部隊中也有2人陣亡，數人受重傷。
20世纪80年代，阿爾法在蘇聯境內解決多宗恐怖襲擊事件。1981年，阿爾法小組在薩拉普爾市制服了數名攜帶衝鋒槍的恐怖份子，成功救出25名被脅持的學生人質，當中無人傷亡。1983年，恐怖分子在格魯吉亞首都第比利斯扣押了一架圖-154客機，並將57名旅客扣為人質。同樣地，阿爾法小組以毫無傷亡的情況下解救了全部人質。1986年，在蘇聯的烏法市，阿爾法小組隊員擊斃兩名恐怖分子中的一名，擊傷另一名。1988年，幾名武裝歹徒在礦水城綁架了載有32名乘客的轎車，阿爾法小組通過無線電臺與匪徒們進行談判，最終使匪徒釋放全部人質。
1991年立陶宛一月事件中，苏联动用军事力量镇压立陶宛的反苏力量，阿尔法小组奉命占领了立陶宛电视塔，立陶宛當局指控蘇聯部隊一共造成14名手無寸鐵的示威者死亡，另有1名阿爾法小組隊員則被友軍誤殺。是次军事行动并未取得预期的效果，阿尔法小组只好狼狈撤出。在2011年，立陶宛政府向曾經參與一月事件的前阿爾法小組指揮官，米哈伊爾·戈洛瓦托夫上校發出歐盟逮捕令，使其被拘留在維也納國際機場。不過奧地利當局其後以立陶宛的指控“太含糊”為理由釋放了戈洛瓦托夫。作為回應，立陶宛國會曾開會討論該否與奧地利斷交。波羅的海三國的外交部長就釋放戈洛瓦托夫的決定發表聯合譴責聲明，認為奧地利政府不該包庇犯下戰爭罪行和反人類罪的犯人。然而其他曾參與一月事件的前阿爾法小組隊員一直否認有殺死任何人，他們宣稱上級從不允許他們向平民開火，又指當時配發的裝備就只有炸藥和裝填了空包彈的槍械。
在1991年的八一九事件中，阿尔法特种部队拒绝了捉拿俄罗斯苏维埃联邦社会主义共和国总统叶利钦的命令。

### 俄罗斯联邦时期

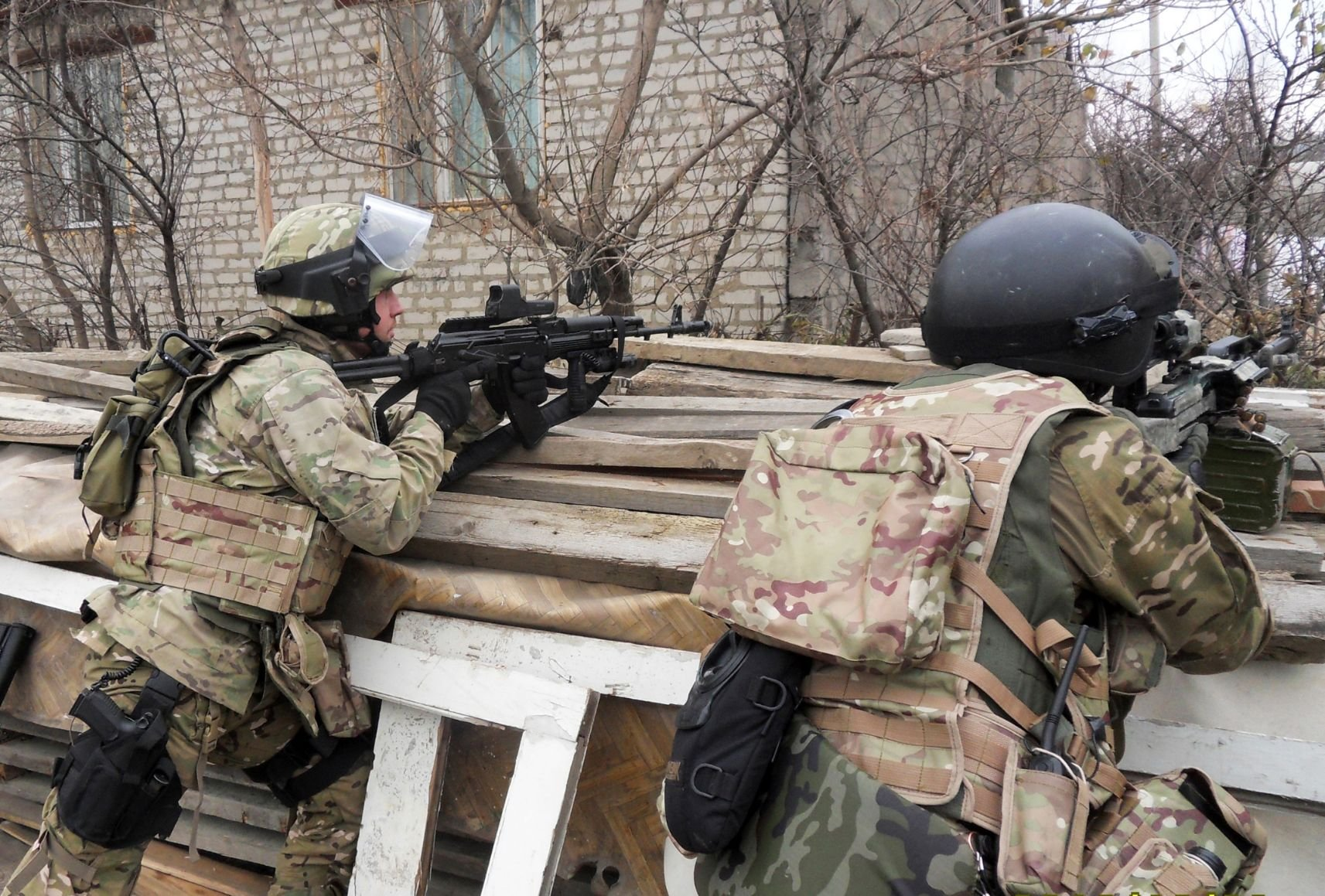
在達吉斯坦作戰的FSB特戰幹員

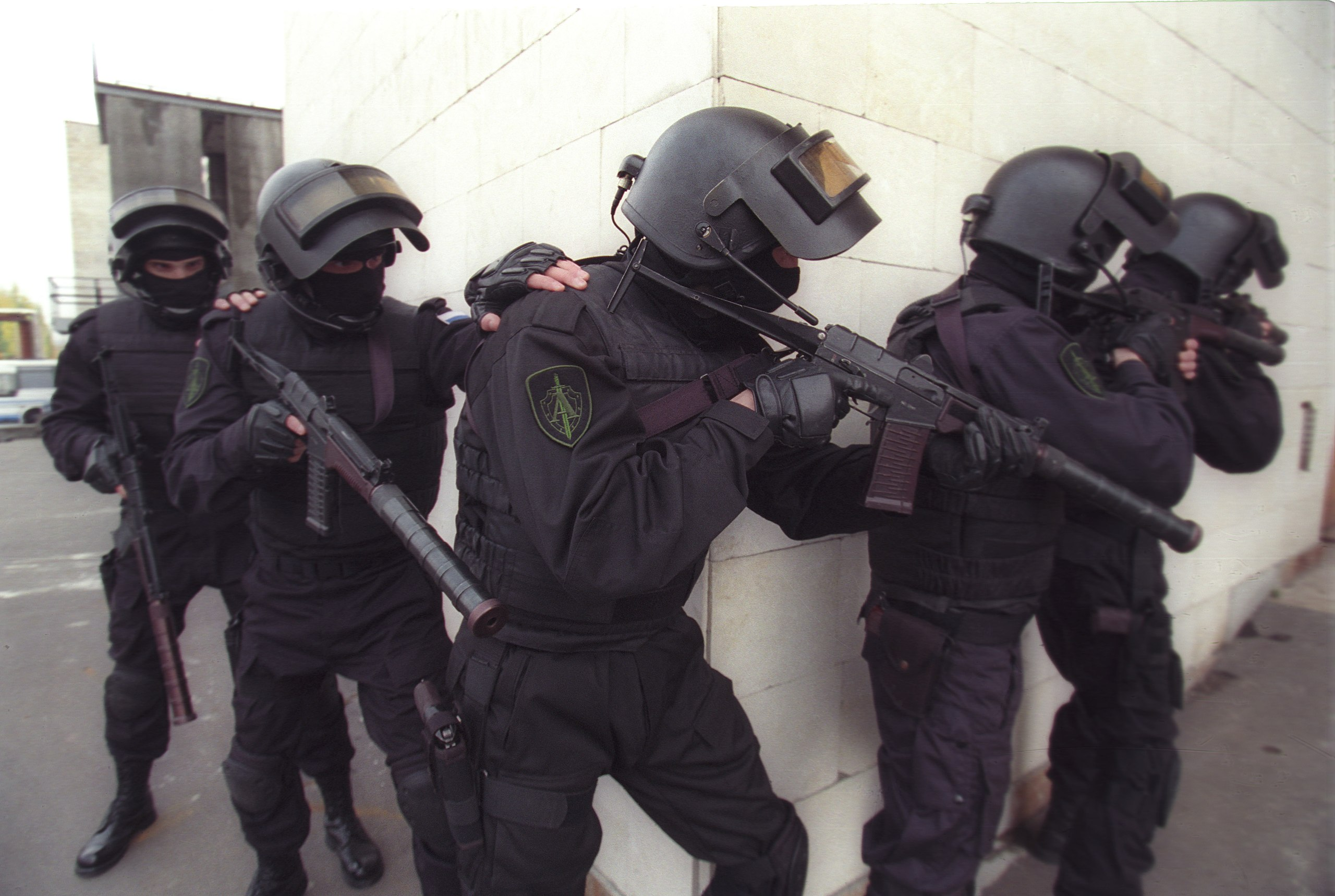
進行CQB訓練的阿爾法幹員

1991年12月，苏联解体，阿尔法特种部队被俄罗斯联邦接管。阿尔法特种部队被俄罗斯总统叶利钦调入总统警卫局。在1993年俄罗斯宪政危机中，叶利钦会见了保卫总局局长巴尔苏科夫以及“阿尔法”特战队指挥官根纳季•扎伊采夫少将。向他们下达命令：“由于俄罗斯局势紧张，特战队员们应该采取行动，铲除那些夺取白宫、计划推翻合法政府的窃国大盗。”当时“阿尔法”的指挥官扎伊采夫认为叶利钦应该对宪政危机期间的流血事件负责，而不是鲁茨科伊等人，而且全队上下对叶利钦的命令有抵触情绪。最终，阿尔法特种部队拒绝了叶利钦的攻入白宫去捉拿俄罗斯副总统鲁茨科伊和俄罗斯最高苏维埃主席哈斯布拉托夫的命令，並力主通过对话、谈判解决危机。阿尔法特战队放下武器，弗拉基米尔•凯列赫萨耶夫中校举着“白旗”与白宫守卫者谈判。谈判过程很顺利，但双方准备撤离时，外头的T—80坦克又开始炮轰大楼，造成了混乱，直到扎伊采夫通过无线电让他们停火。一名白宫守卫者拿着枪冲向一名“阿尔法”队员，被当场击毙。10月4日下午，白宫守卫者们同意放下武器投降，决定被“阿尔法”从出口带离白宫，押上囚车送往列夫托尔沃监狱，“阿尔法”当场喝止想殴打鲁茨科伊等人的警察。
由于没有执行总统的强攻命令，俄联邦高层怀疑这支队伍“不忠诚”，叶利钦对“阿尔法”很生气，威脅要解散这支队伍。保衛總局局長巴爾蘇科夫一直向总统求情。可是，A队最終仍然被踢出總統警衛處並由內務部接管，直到1995年，阿尔法特种部队被从下屬的內務部调入聯邦安全局。1998年，聯邦安全局特別用途中心成立，A隊自此併入該部門。同時，退役的阿爾法小組幹員有的活躍在組織犯罪份子經營的合法企業（如：私人保安公司），也有些成為了政治家。
在20世纪90年代的兩次車臣戰爭期間，阿爾法小組參與了捕杀車臣分離分子的行動。1995年6月14日，車臣反政府武裝首領巴薩耶夫率領武裝分子在布瓊諾夫斯克劫持了一家醫院的醫生和病人合共接近一千人，巴薩耶夫要求俄羅斯政府停止進攻格羅茲尼，阿尔法特种部队奉命進行拯救行動，但任務十分艱巨，聯邦政府最後采取了退讓政策，才成功救出人質及避免組員犧牲，但事件中仍然有166人死亡。1996年，車臣另一武裝首領杜拉耶夫率領匪徒沖入基茲利亞爾市，將市內3,000多名居民脅持為人質，小組作為強攻的第二梯隊於五一村與武裝分子交戰，最終成功救回人質，但事件中超過500人死亡。1997年，瑞典駐俄使館商務顧問紐斯特列被匪徒脅持要求300萬元美金，阿尔法特种部队成功擊斃了匪徒。
2002年，莫斯科歌劇院脅持事件發生，車臣独立分子闖入莫斯科軸承廠文化宮脅持宮內的850多名人質，阿爾法小組與脅持者對峙多日後決定以祕密化學氣體麻醉表演廳內所有人，再強攻劇院，結果大部分人質被救，但同时有超過100名人質因為吸入麻醉氣體而死亡，这次行动令阿爾法小組的行動受到嚴厲責難。
2003年，阿爾法小組被指與其他政府部門和親俄車臣民兵組成了稱為“聯合特別群”（Сводные специальные группы，ССГ）的“肅清”部隊，部份人權組織更稱他們為“殺人小隊”。據指，這些戴著面罩的人通常會使用未標記的車輛針對特定現役或退役車臣叛軍，以及他們的親屬和同情者等人物發起夜襲，然後對他們採取強迫失蹤和法外處決等行動。在2005年，人權觀察指出在俄羅斯境內發生的強迫失蹤事件已經增加至反人類罪的規模，並認為俄羅斯已經成為強迫失踪領域的世界領導者。
2004年，車臣独立分子在别斯兰劫持了1,200名人质，阿爾法小組與另一特種部隊信號旗小組負責強攻體育館，行動中令兩支部隊至少有11名幹員陣亡。是次行動中俄羅斯軍方和聯邦安全局的強硬營救手段亦遭到外界批評。這些批評包括軍隊動用戰車、裝甲運兵車和武裝直升機參與營救行動，以及進行攻堅的特種部隊幹員在學校內使用火箭推進榴彈和火焰噴射器等高殺傷力武器。事件最後更以悲劇收場，其中超過300人死亡，最嚴重的是當中接近一半是小童。曾參與1980年伊朗大使館包圍戰的前英國陸軍第22特種空勤團隊員約翰·麥卡利斯接受衛報訪問時指這是他聽過最糟糕的人質營救手段，其他受訪的前特種空勤團隊員則認為聯邦安全局的指揮方式以及地方政府的應對方法有著明顯缺陷，令特種部隊成員在欠缺指揮下只能作出臨時應變，甚至在進行攻堅前都沒有預先準備好，另外一名受訪的SAS隊員又對參與營救行動的俄羅斯特種部隊成員深表同情，認為不單是俄羅斯，其他國家也該是時候重新評估反恐策略。事後俄羅斯政府被外界質疑拒絕為事件進行深入調查，又不允許追究誤傷或誤殺人質的特種部隊人員。在2007年，447名事件中的生還者和家屬向歐洲人權法院入稟控告俄羅斯政府。
在北高加索叛亂中，阿爾法小組作為特別用途中心的一部份，在與其他部門於達吉斯坦打擊分離主義武裝份子的行動中扮演重要角色，當中有部份隊員在與武裝份子進行激烈的交戰期間陣亡。
於2011年，阿爾法小組參加了在美國舉行的“國際超級特警部隊競賽”（SuperSWAT International Round-Up 2011），他們在兩項賽事中分別奪得冠軍和亞軍，並獲得“最佳國際隊伍”的稱號。阿尔法曾协助俄羅斯聯邦武裝力量總參謀部组建SSO特种部队。
根據部份消息和流出的圖片顯示，包括阿爾法小組在內的聯邦安全局特別用途中心所屬特種部隊也參與了敘利亞內戰。2016年9月22日，“阿尔法”特战队狙击手谢尔盖·切尔尼雪夫少校在叙利亚阵亡。烏克蘭當局亦指控俄羅斯的阿爾法小組幹員在頓巴斯地區與親俄武裝人員並肩作戰，並殺害了至少1名烏克蘭士兵。
2019年6月，7名聯邦安全局人員涉及一宗劫案被警方拘捕，當中3人為阿爾法小組的幹員、1人為信號旗小組幹員、2人為K部門幹員，其餘1人則來自聯邦安全局學院。據指，7人涉嫌在6月10日打劫一名進入銀行的企業家，並從其身上盜取1,360萬盧布（約210萬美元），7人先把現金平均分掉，再把餘下的分發給銀行職員作掩口費。另一消息則指這些FSB人員利用偽造的搜查令進入銀行，並盜取了1,400萬盧布（約220萬美元）。涉事的队员在2022年1月24日被送上莫斯科卫戌区军事法庭接受审判，被告人被判处有期徒刑，剥夺兵役权利、衔级，还要赔偿受害者。
在特別軍事行動期間，有3名隊員陣亡：
- 伊利亚·楚普里克大尉，2022年6月17日阵亡。从2010年起在俄联邦安全局驻印古什共和国的边防单位担任军官，2016年转入“阿尔法”特种部队。
- 安德烈.科泽切夫上校，2023年5月23日阵亡。1995年3月进入联邦武装力量，曾在GRU第16特別用途旅（俄语：16-я отдельная гвардейская бригада специального назначения）服役。他在1996年进入联邦安全局的莫斯科边防学院进修，2001年进入边防军服役，2004年加入ЦСН ФСБ“阿尔法”特种部队，阵亡前擔任“阿尔法”副指挥官。
- 叶夫根尼·格雷本金少校，2023年7月6日阵亡。曾在梁赞空降兵指挥学院进修。精通多种军用武器射击技术，加入“阿尔法”后多次在各种比赛里得奖。

## 政治取向
阿爾法小組沒有明顯的政治取向，不過曾經兩次拒絕因政府因素而執行的軍事行動。在1991年的八一九事件中，隸屬于克格勃的阿爾法小組拒絕執行強佔俄羅斯白宮及逮捕葉利欽的任務，因為相關的行動會導致流血衝突。葉利欽在1991年年底因为阿爾法小組在政變中的行為將小組调入總統警衛局，以示對小組的重用。1993年10月，葉利欽与反對派發生激烈衝突，葉利欽命令阿爾法小組攻入白宫，對白宫内的反叶利钦人士造成混亂和恐慌，阿爾法小組再次拒絕執行帶有政治色彩的軍事行動。事件过后，葉利欽將拒絕執行任務的阿爾法小組踢出了總統警衛局，阿爾法小組重新由国家安全部指挥。

## 已知裝備

### 個人武器

#### 手槍
| 武器名稱   | 原產地          | 備註                                          | 參考資料 |
| ---------- | --------------- | --------------------------------------------- | -------- |
| PM         | 苏联            | 已退役                                        | -        |
| PB         | 苏联            | 已退役                                        | -        |
| APS        | 苏联            | 已退役；包括衍生型APB                         | -        |
| SPS        | 俄羅斯          | -                                             | -        |
| MP-443烏鴉 | 俄羅斯          | -                                             | [ 23 ]   |
| 克拉克17   | 奥地利          | 目前主力手槍，主要為第三代型號                | [ 24 ]   |
| 克拉克19   | 奥地利          | 主要為第三代型號                              | -        |
| 雨燕型     | 義大利 · 俄羅斯 | 曾在拉利·維克斯介紹阿爾法小組訓練的影片中出現 | -        |
| PSS        | 苏联            | 消音特種手槍                                  | -        |

#### 衝鋒槍
| 武器名稱   | 原產地        | 備註             | 參考資料             |
| ---------- | ------------- | ---------------- | -------------------- |
| vz. 61蠍式 | 捷克斯洛伐克  | 已退役           | -                    |
| OTs-02柏樹 | 苏联 · 俄羅斯 | 已退役           | -                    |
| SR-2希瑟   | 俄羅斯        | -                | -                    |
| 勇士-SN    | 俄羅斯        | 目前的主力衝鋒槍 | [ 25 ] [ 26 ]        |
| B&T MP9    | 瑞士          | -                | [ 27 ] [ 28 ] [ 26 ] |
| HK MP5A3   | 德国          | -                | [ 24 ] [ 29 ] [ 30 ] |

#### 突擊步槍／半自動步槍
| 武器名稱      | 原產地 | 備註                 | 參考資料 |
| ------------- | ------ | -------------------- | -------- |
| AKM／AKMS     | 苏联   | 已退役               | -        |
| AK-74／AKS-74 | 苏联   | 現役版本經現代化改裝 | [ 23 ]   |
| AK-74M        | 俄羅斯 | 現役版本經現代化改裝 | [ 23 ]   |
| AKS-74U       | 苏联   | 現役版本經現代化改裝 | -        |
| AK-103        | 俄羅斯 | 現役版本經現代化改裝 | -        |
| AK-104        | 俄羅斯 | 現役版本經現代化改裝 | [ 23 ]   |
| AK-105        | 俄羅斯 | 現役版本經現代化改裝 | [ 23 ]   |
| OTs-14雷霆    | 俄羅斯 | 已退役               | -        |
| 大毒蛇M4A1    | 美国   | 有限使用             | [ 23 ]   |
| AS巨浪        | 苏联   | 消音突擊步槍         | [ 23 ]   |
| SR-3旋風      | 俄羅斯 | 採用型號包括SR-3M    | -        |
| APS           | 苏联   | 水上或水底作戰時使用 | [ 23 ]   |

#### 狙擊步槍
| 武器名稱      | 原產地 | 備註             | 參考資料      |
| ------------- | ------ | ---------------- | ------------- |
| SVD           | 苏联   | 採用型號包括SVDS | [ 23 ]        |
| HK MR308      | 德国   | -                | [ 31 ] [ 26 ] |
| SV-98         | 俄羅斯 | -                | -             |
| SVL           | 俄羅斯 | -                | -             |
| 奧爾西T-5000  | 俄羅斯 | -                | -             |
| 精密國際AWM-F | 英国   | .338口徑         | [ 23 ]        |
| 精密國際AXMC  | 英国   | -                | -             |
| 薩科TRG-42    | 芬兰   | -                | [ 32 ]        |
| VKS           | 俄羅斯 | -                | -             |
| 巴雷特M99     | 美国   | -                | -             |
| VSS溫托雷斯   | 苏联   | 消音狙擊步槍     | -             |

#### 輕機槍／通用機槍
| 武器名稱    | 原產地 | 備註           | 參考資料 |
| ----------- | ------ | -------------- | -------- |
| RPK-74      | 苏联   | -              | -        |
| PKM         | 苏联   | -              | -        |
| PKP佩切涅格 | 俄羅斯 | 目前的主力機槍 | -        |

#### 霰彈槍
| 武器名稱  | 原產地 | 備註 | 參考資料 |
| --------- | ------ | ---- | -------- |
| Saiga-12K | 俄羅斯 | -    | -        |

#### 榴彈發射器
| 武器名稱      | 原產地        | 備註                     | 參考資料 |
| ------------- | ------------- | ------------------------ | -------- |
| GP-25／30／34 | 苏联 · 俄羅斯 | 下掛於AK系列步槍護木之下 | -        |
| GM-94         | 俄羅斯        | 泵動式榴彈發射器         | -        |

#### 火箭推進榴彈
| 武器名稱 | 原產地 | 備註                   | 參考資料 |
| -------- | ------ | ---------------------- | -------- |
| RPG-7    | 苏联   | 可重新裝填             | -        |
| RPG-18   | 苏联   | 一次性                 | -        |
| RPG-22   | 苏联   | 一次性                 | -        |
| RPG-26   | 苏联   | 一次性                 | -        |
| RPO-A    | 苏联   | 一次性，用作火焰噴射器 | -        |

### 個人裝備
- 戰鬥服

聯邦安全局特種部隊使用的反光識別臂章

  - ／ KLMK迷彩罩衣（已退役）
  -  全黑色、深藍色或褐色工作服（已退役）
  - ／ 英軍DPM（英语：Disruptive Pattern Material）迷彩服或仿製品（已退役）
  - ／ SS-Leto（Partizan SS）罩衣（已退役）
  -  SRVV Surpat迷彩服
  - ／ 多地型迷彩樣式戰鬥服（Crye Precision AC及各俄羅斯廠商和外國廠商生產款式）[23]。
- 攜板背心／護甲
  -  ZHZT-71（已退役）
  - ／ 6B5系列（已退役）
  -  Fort Redut（已退役）
  -  Fort Dragon（已退役）
  -  Fort Defender系列
  -  Fort Gladiator
  -  Eagle Industries CIRAS（英语：Combat Integrated Releasable Armor System）
  -  Warrior Assault Systems DCS
  - ／ Crye Precision JPC及仿製品
  -  Gear Craft、 ANA、 SRVV、 Fort、 Warrior Assault Systems、 5.11 Tactical及 Crye Precision等廠商生產的其他型號
- 夜視儀[23]
  -  NVM-14
  -  AN/PSQ-20
  -  DS-15 DEDAL-NV
- 戰術電筒[23]
- 雷射瞄準器
  -  Zenitco Perst系列
  -  LA-5 PEQ
- 戰鬥刀
  -  NRS-2匕首槍
- 防彈盾[23]
  -  Fort Vant-VM
- 戰術頭盔
  -  PSH-77（已退役）
  - ／ 阿爾金（已退役）
  -  ZSh-1系列（已退役）
  -  Fort Kiver FHS（已退役）
  -  Fort Kiver-4（已退役）
  -  Voin-Kiver RSP
  - ／ PASGT
  -  ACH
  -  MICH-2000
  - ／ Ops-Core FAST Ballistic及仿製品
  -  Team Wendy EXFIL LTP
  -  5,45 Design Spartan系列
  -  LShZ 1+
- 抗噪耳機
  -  3M Peltor Comtac XPI
- 無線電
- 護目鏡
- 巴拉克拉瓦頭套
- 防毒面具
- 戰鬥手套
- 軍靴
- 護膝
- 快拔槍套
  -  Blackhawk CQC Serpa及仿製品
  -  Safariland 6004
  -  Crye Precision GunClip
  -  Safariland 6354DO
- 手榴彈（包括：閃光彈、煙霧彈及催淚彈）
- 戰鬥機械人

## 大眾文化
2005年，俄羅斯遊戲開發商MiST Land South發佈了一隻以阿爾法小組為題材的回合制策略遊戲《阿爾法反恐部隊》（ALFA: Antiterror）。
2010年，美國科幻電影《終極戰士團》中使用M134迷你砲機槍的角色，尼古萊是隸屬於阿爾法小組的士兵，其在車臣共和國戰鬥期間被無意間帶到終極戰士所存在的星球，最後引爆身上的炸彈和其中一位終極戰士同歸於盡。
2012年推出的第一人稱射擊遊戲《榮譽勳章：鐵血悍將》的多人遊戲内收錄了包括阿爾法小組在內的多國一級特種部隊。
在2015年第一人稱射擊遊戲《虹彩六號：圍攻行動》中，阿爾法小組以「俄羅斯特種部隊」（Spetsnaz）的名義作為遊戲內登場的其中一個反恐單位。雖然遊戲內並無直接指名該部隊為阿爾法小組，但從其部隊標誌（為阿爾法小組的部隊識別章），以及部隊介紹（當中說明其成立年份為1974年），再加上該部隊的所有登場幹員在防彈背心後面都貼上"ФСБ"（為聯邦安全局的俄語縮寫）的識別章等各方面可見這支部隊為阿爾法小組。然而這些幹員與現實中的阿爾法小組形象相差甚遠。（例如：穿著俄軍的EMR迷彩服以及使用內務部特種部隊的裝備等）
在美國電視劇《海豹突擊隊》第一季第九集中，俄羅斯和美國政府為爭奪一名叛逃的俄羅斯科學家而分別派遣阿爾法小組和DEVGRU隊員潛入中國境內。
在《勇者逆襲》第六和第七季當中，阿爾法小組分別出現在烏克蘭和馬來西亞等地，並與作為主角陣營的第20分部隊員發生衝突。

## 其他國家的阿爾法部隊
在蘇聯解體後，阿爾法小組繼續存在於部份前蘇聯繼承國的境內，而當中一些國家更把它改編成一支新的部隊。
以下是除俄羅斯以外同樣存在著阿爾法小組或其改編單位的國家：

### 亞美尼亞
- 亞美尼亞國家安全局阿爾法小組：於2002年成立。

### 白俄羅斯
- 白俄羅斯共和國國家安全委員會阿爾法小組：繼承自蘇聯時代的明斯克地區阿爾法分隊。

### 
- 格魯吉亞國家安全局阿爾法小組：成立年份不明。在1995年，該部隊的成員被控暗殺格魯吉亞總統愛德華·謝瓦納茲未遂，最終被清算和重組。

- 哈薩克斯坦共和國國家安全委員會（英语：National Security Committee of the Republic of Kazakhstan）（NSC）獅子部隊（Arystan）：繼承自蘇聯時代的阿拉木圖地區阿爾法分隊。

- 吉爾吉斯坦國家安全委員會（英语：State Committee for National Security (Kyrgyzstan)）阿爾法小組：成立年份不明。該部隊的8名成員，包括5名狙擊手和指揮官因曾在2010年吉爾吉斯革命期間射殺手無寸鐵的示威者，最終被法庭控以謀殺和越權罪。

### 乌克兰
- 烏克蘭安全局阿爾法小組：繼承自蘇聯時代的基輔地區阿爾法分隊。